# Ognisko (pismo)
Ognisko – tygodnik pod redakcją Walerego Wielogłowskiego wydawany w Krakowie od 1 lutego 1860 roku do marca 1862, później wznowiony w roku 1865. Łącznie ukazało się 113 numerów. Większość artykułów pisał sam redaktor, ale pojawiały się również teksty innych działaczy społecznych i politycznych m.in. Pawła Popiela, Ludwika Dębickiego, Franciszka Wiesiołowskiego, Zygmunta Jaraszewskiego. Poruszane tematy dotyczyły zagadnień ekonomiczno-społecznych, wynalazków technicznych itp.